# Coleman (Florida)
Coleman es una ciudad ubicada en el condado de Sumter, en el estado estadounidense de Florida. En el Censo de 2010 tenía una población de 703 habitantes. Tiene una población estimada, en 2019, de 693 habitantes.

## Geografía
Coleman se encuentra ubicada en las coordenadas 28°48′4″N 82°4′11″O / 28.80111, -82.06972. Según la Oficina del Censo de los Estados Unidos, Coleman tiene una superficie total de 6.83 km², de la cual 6.83 km² corresponden a tierra firme y (0%) 0 km² es agua.

## Demografía
Según el censo de 2010, había 703 personas residiendo en Coleman. La densidad de población era de 102,85 hab./km². De los 703 habitantes, Coleman estaba compuesto por el 57.18% blancos, el 38.69% eran afroamericanos, el 0.85% eran amerindios, el 0.57% eran asiáticos, el 0% eran isleños del Pacífico, el 1.99% eran de otras razas y el 0.71% pertenecían a dos o más razas. Del total de la población el 4.69% eran hispanos o latinos de cualquier raza.